# Sergei Alexandrowitsch Chrennikow

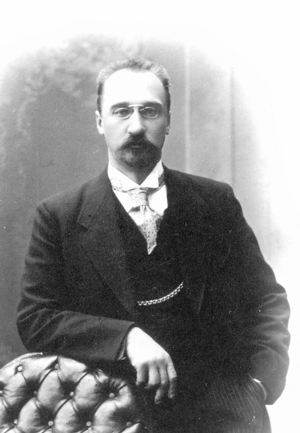
Sergei Alexandrowitsch Chrennikow (vor 1918)

Sergei Alexandrowitsch Chrennikow (russisch Сергей Александрович Хренников; * 1872 in Jelez, Gouvernement Orjol, Russisches Kaiserreich; † 25. Dezember 1929 in Moskau) war ein russisch-sowjetischer Ingenieur mit Spezialisierung auf Hüttenwesen und Schiffbau. Er wurde im Zuge der Vorbereitungen des „Prozesses gegen die Industriepartei“ von der OGPU verhaftet. Laut Solschenizyn sollte Chrennikow als Hauptangeklagter in diesem stalinistischen Schauprozess auftreten. Er verstarb jedoch lange vor dem Prozessbeginn in der Untersuchungshaft.

## Biografie
Im März 1914 wurde Chrennikow Direktor des Schiffs- und Eisenbahnwerkes „Sormowo“ bei Nischni Nowgorod. Das Werk „Sormowo“ war im Russischen Kaiserreich ein großer industrieller Betrieb mit ca. 30.000 Beschäftigten. Die Firma stellte Fracht- und Passagierschiffe, Lokomotiven und Eisenbahnwaggons, Straßenbahnen und verschiedene andere Produkte her.
Mit dem Ausbruch des Ersten Weltkrieges wurde das Werk zu einem kriegswichtigen Hersteller von Waffen aller Art. Unter der Leitung Chrennikows wurde die Produktion auf die Herstellung von Artilleriegranaten, Bomben sowie Teilen von Schusswaffen umgestellt. Allein im Jahr 1917 lieferte das Werk mehr als 800.000 Schuss verschiedener Munitionsarten an die Russische Armee. Nach der Oktoberrevolution kam die Produktion jedoch aufgrund der allgemeinen anarchischen Zustände in Russland weitestgehend zum Erliegen.
Im August 1918 wurde Chrennikow von seinem Posten entfernt. Danach arbeitete er als erfahrener Ingenieur in Moskau in den verschiedenen wirtschaftlichen Instituten und stieg innerhalb der wirtschaftlichen Planungshierarchie der Sowjetunion auf. Zum Zeitpunkt seiner Verhaftung war er Vorstandsmitglied des Obersten Wirtschaftsrates der UdSSR.
Am 12. Juli 1929 erfolgte Chrennikows Festnahme. Unter der Federführung des Hauptanklägers Nikolai Krylenko sollte bewiesen werden, das Chrennikow mit französischen und englischen Geheimdiensten an einem Umsturz des politischen Systems in der Sowjetunion gearbeitet haben sollte. Russische Historiker gehen heute davon aus, dass Chrennikow während seiner Untersuchungshaft so schwer gefoltert wurde, das er an den dadurch hervorgerufenen Verletzungen verstarb.